# Pauli Jørgensen
Etvin Carl Pauli Jørgensen (ur. 4 grudnia 1905 we Frederiksbergu, zm. 30 października 1993) – duński piłkarz występujący podczas kariery na pozycji napastnika.
Przez całą swoją karierę klubową grał w Boldklubben Frem. W ciągu 18 lat gry w tym klubie strzelił 245 goli w 252 spotkaniach. Czterokrotnie (w sezonach 1930/31, 1932/33, 1935/36 oraz 1940/41) zostawał z tym klubem mistrzem Danii.
W reprezentacji Danii rozegrał 47 spotkań i strzelił w nich 44 bramek, co czyni go trzecim najskuteczniejszym strzelcem w historii kadry Danii – w tej klasyfikacji przegyrwka tylko z Poulem Nielsenem i Jonem Dahlem Tomassonem (obaj mają po 52 bramki).